# Egon Horak
Egon Horak ( 1937, Innsbruck) es un micólogo austríaco y profesor de Biología.

## Biografía
Egon Horak estudia Biología y Geología en la Universidad de Innsbruck. Entre 1985 a 2002 fue profesor de Botánica, Sistemática y Ecología en Pilze) y en la ETH Zurich. Una vez retirado, se mantiene honorariamente como consultor y conservador del Herbario de Zúrich.
Egon Horak es un micólogo internacionalmente reconocido en las familias Boletaceae y en Agaricales. Y ha sido sostenido expositor en los "International Symposia of Arctic-Alpine Mycology" (ISAM).
- La abreviatura «E.Horak» se emplea para indicar a Egon Horak como autoridad en la descripción y clasificación científica de los vegetales.[1]

## Algunas publicaciones
- Horak, Egon. 2005. Röhrlinge und Blätterpilze in Europa 6. Auflage, Elsevier-Verlag. ISBN 978-3-8274-1478-6

### Libros
- irma j Gamundi, irma Gamundí de Amos, egon Horak. 1993. Hongos de los bosques Andino-Patagónicos: guía para el reconocimiento de las especies más comunes y atractivas. Ed. V. Mazzini. 141 pp. ISBN 9509906379
- 1980. Fungi, Basidiomycetes Agaricales y Gasteromycetes Secotioides. Volumen 11 de Flora criptogamica de Tierra del Fuego. Ed. Fundación para la Educación, la Ciencia y la Cultura. 524 pp.
- 1980. Entoloma (Agaricales) in Indomalaya and Australasia. N.º 65 de Beihefte zur Nova Hedwigia. Ed. J. Cramer. 352 pp. ISBN 3768254658
- 1979. Fungi, Basidiomycetes, Agaricales y Gasteromycetes sectotioides. Volumen 11 de Flora criptogamica de Tierra del Fuego. Ed. CONICET. 526 pp.
- 1973. Fungi agaricini novazelandiae: I-V. N.º 43 de Beihefte zur Nova Hedwigia. Ed. Cramer. 200 pp. ISBN 3768254437